# Vallerstads församling
Vallerstads församling var en församling i Linköpings stift inom Svenska kyrkan. Församlingen låg i Mjölby kommun. Församlingen uppgick 1 januari 2010 i Skänninge församling.
Församlingskyrka var Vallerstads kyrka.
Folkmängd i församlingen var 2006 206 invånare.

## Administrativ historik

församling vapen

Församlingen har medeltida ursprung.
Församlingen utgjorde till 1544 ett eget pastorat för att därefter till 1 maj 1934 vara moderförsamling i pastoratet Vallerstad och Järstad. Från 1 maj 1934 till 1962 var församlingen annexförsamling i pastoratet Normlösa, Herrberga, Vallerstad och Järstad. Från 1962 till 1974 var församlingen annexförsamling i pastoratet Normlösa, Vallerstad, Skeppsås och Älvestad. Från 1974 till 2010 var den annexförsamling i pastoratet Skänninge, Allhelgona, Bjälbo, Järstad, Normlösa, Vallerstad och Skeppsås. Församlingen uppgick 2010 i Skänninge församling.
Församlingskod var 058608.

## Kyrkoherdar
Lista över kyrkoherdar. Prästbostaden låg vid Vallerstads kyrka.
| Ämbetstid | Namn                        | Levnadstid | Övrigt                         |
| --------- | --------------------------- | ---------- | ------------------------------ |
| 1328      | Nicolaus                    |            | Rector ecclesie.               |
| 1350      | Henichinus Tidhemanni       |            | Curatus ecclesie.              |
| 1474      | Ingemarus                   |            | Sockenpräst.                   |
| 1509      | Magnus                      |            |                                |
| 1544–1566 | Jonas Benedicti Eld         | –1566      | Kyrkoherde och prost.          |
| 1568–1597 | Haraldus Petri              | –1597      | Kyrkoherde.                    |
| 1600–1625 | Olaus Haquini               | 1569–1625  | Kyrkoherde.                    |
| 1627–1653 | Johannes Wallerius          | 1592–1653  | Kyrkoherde och prost.          |
| 1654–1672 | Johannes Laurenius          | 1624–1672  | Kyrkoherde.                    |
| 1674–1687 | Petrus Danielis             | 1624–1687  | Kyrkoherde och prost.          |
| 1688–1700 | Daniel Israelis Salander    | –1700      | Kyrkoherde.                    |
| 1702–1703 | Jonas Wolnander             | –1703      | Kyrkoherde.                    |
| 1703–1734 | Petrus Rosinius             | 1664–1734  | Kyrkoherde och prost.          |
| 1735–1757 | Carl Knoop                  | 1698–1757  | Kyrkoherde.                    |
| 1758–1773 | Eric Göran Walbom           | 1710–1773  | Kyrkoherde och kontraktsprost. |
| 1775–1783 | Jonas Falk                  | 1717–1783  | Kyrkoherde.                    |
| 1784      | Erik Isberg                 | 1735–1784  | Kyrkoherde.                    |
| 1785–1816 | Olof Zetterling             | 1744–1816  | Kyrkoherde och prost.          |
| 1817–1823 | Johannes Danielsson Wallman | 1753–1823  | Kyrkoherde och prost.          |
| 1824–1857 | Gustaf Fredrik Lindmark     | 1784–1857  | Kyrkoherde och prost.          |
| 1858–1871 | Johan Fredrik Johansson     | 1810–1871  | Kyrkoherde och prost.          |
| 1871–1876 | Carl Jacob Mohlin           | 1805–1876  | Kyrkoherde                     |
| 1876–1901 | Carl Ludvig Pihl            | 1825–1901  | Kyrkoherde.                    |
| 1902–     | Gustaf Wilhelm Bergqvist    | 1851–      | Kyrkoherde.                    |

## Klockare och organister
| Ämbetstid | Namn                  | Levnadstid   | Kommentarer           |
| --------- | --------------------- | ------------ | --------------------- |
| –1700     | Johan Johansson       | 1667–1747    | Klockare              |
| 1700–1747 | Arvid Eriksson        | 1677–1747    | Klockare              |
| 1746–1750 | Abel Thollander       | 1719–1750    | Organist och klockare |
| 1751–1792 | Nils Wahlström        | 1723-ca 1800 | Organist och klockare |
| 1792–1820 | Olof Wångström        | 1771–1846    | Organist och klockare |
| 1821–1841 | Peter Asklöf          | 1791–1841    | Organist och klockare |
| 1843–1845 | Anders Thollander     | 1820–1845    | Organist och klockare |
| 1846–1876 | Nils Peter André      | 1824–1876    | Organist och klockare |
| 1877–1905 | Anders Magnus Törnell | 1847–1918    | Organist och klockare |
| –1910     | David Schelin         | 1883–1939    |                       |
| –1914     | Georg Rosenqvist      | 1888–        |                       |
|           | Karl Andersson Flerén | 1884–1972    |                       |
| 1944–1951 | Aron Bergstedt        |              | organist och klockare |